# Tour della nazionale maschile di rugby a 15 delle Figi 2013
A novembre 2013 la Nazionale di rugby a 15 di Figi è impegnata in un tour europeo che prevede quattro incontri, tre dei quali test match (contro Portogallo, Italia e Romania) e un match contro i Barbarians a Londra.

## Risultati

### I test match
| Arbitro: | Juan Sylvestre |

|                  |      |                                                                      |
| 74’ Oliveira     | mt   | 22’ Tikoirotuma 32’ Bai 44’ Nalaga 58’ Nadolo 67’ Kenatale 80’ Botia |
| 74’ P. Leal      | tr   | 22’, 32’, 44’ Bai                                                    |
| 19’, 63’ P. Leal | c.p. |                                                                      |

| Arbitro: | Leighton Hodges |

|                                                |      |                                                   |
| 30’ Parisse 34’ McLean 58’ tecnica 68’ Vosawai | mt   | 9’ Talebula 49’, 75’ Nagusa 59’ Nadolo 71’ Nalaga |
| 30’, 34’, 58’, 68’ Orquera                     | tr   | 59’, 71’, 75’ Bai                                 |
| 4’, 26’, 47’ Orquera                           | c.p. |                                                   |

| Arbitro: | Dudley Phillips |

|             |      |                                    |
| 35’ tecnica | mt   | 15’ Talebula 25’ Nadolo 43’ Nagusa |
| 35’ Vlaicu  | tr   | 43’ Bai                            |
|             | c.p. | 39’, 40’ Bai 80’ Nadolo            |

### Barbarians
| Arbitro: | Pascal Gaüzère |

|                                                                                    |    |                                          |
| 20’, 38’ B. du Plessis 35’ Vermeulen 52’ Piutau 55’, 77’ J. de Villiers 63’ Taylor | mt | 4’ Tikoirotuma 72’ Seniloli 80’ Rokobaro |
| 36’, 53’, 56’, 78’ Lambie                                                          | tr | 5’ Bai 80’ Luveniyali                    |